# Maj 2011

## 30 maja
- Zmarł Marek Siemek, filozof i badacz filozofii niemieckiej. (Gazeta Wyborcza)

## 29 maja
- W wieku 62 lat zmarł Siergiej Bagapsz, prezydent nieuznawanej Republiki Abchazji. (BBC News)

## 27 maja
- W wieku 37 lat zmarła w Brisbane Małgorzata Dydek, polska koszykarka. (Polskie Radio)
- W wieku 55 lat zmarł w Krakowie Jacek Puchała, chirurg dziecięcy. (gazetakrakowska.pl)

## 26 maja
- Ikililou Dhoinine objął urząd prezydenta Komorów. (xinhuanet.com)
- Serbska policja aresztowała Ratko Mladicia, byłego dowódcę oddziałów Wojska Republiki Serbskiej, ściganego za zbrodnie wojenne. (gazeta.pl)

## 21 maja
- Niemka Betty Heidler ustanowiła podczas mityngu w Halle nowy rekord świata w rzucie młotem, poprawiając wynik Anity Włodarczyk o ponad 1 metr. (Sport.pl)

## 19 maja
- Dominique Strauss-Kahn, aresztowany w Nowym Jorku pod zarzutem napaści i próby gwałtu na hotelowej pokojówce, zrezygnował z funkcji dyrektora zarządzającego Międzynarodowego Funduszu Walutowego. (dziennik.pl)

## 17 maja
- W wieku 89 lat zmarła Ewa Szumańska, polska pisarka i autorka słuchowisk radiowych, w tym serii skeczy „Z pamiętnika młodej lekarki”. (wp.pl)

## 16 maja
- Do swej ostatniej misji wystartował wahadłowiec kosmiczny Endeavour, jej celem jest dostarczenie spektrometru AMS-02 na Międzynarodową Stację Kosmiczną. (gazeta.pl)
- W wieku 78 lat zmarł brytyjski aktor Edward Hardwicke,  brytyjski aktor znany z roli doktora Watsona w adaptacjach opowieści o Sherlocku Holmesie. (marc777.wordpress.com thestage.co.uk)

## 15 maja
- W wieku 24 lat zmarł Samuel Wanjiru, kenijski lekkoatleta, który na igrzyskach olimpijskich w Pekinie zdobył złoty medal w biegu maratońskim, ustalając nowy rekord olimpijski (2:06.32). (onet.pl)

## 14 maja
- Sąd w Mińsku skazał białoruskiego działacza Andreja Sannikaua na pięć lat kolonii karnej o zaostrzonym reżimie za organizowanie masowych zamieszek w wieczór po wyborach prezydenckich 19 grudnia 2010. (onet.pl)
- Michel Martelly objął urząd prezydenta Haiti. (Reuters)

## 12 maja
- W wieku 46 lat zmarł Piotr "Stopa" Żyżelewicz, polski perkusista, znany z zespołów Voo Voo, Armia, Izrael, 2TM2,3, Arka Noego, Dzieci z Brodą, Brygada Kryzys i innych. (polskieradio.pl)

## 11 maja
- Trzęsienie ziemi o sile 5,1 stopnia w skali Richtera nawiedziło okolice hiszpańskiego miasta Lorca w Murcji. (earthquake.usgs.gov)

## 9 maja
- Belgijski kolarz Wouter Weylandt zmarł wskutek obrażeń, jakich doznał podczas upadku na trasie 3. etapu Giro d’Italia. (eurosport.pl)

## 5 maja
- W Wielkiej Brytanii rozpoczęło się referendum w sprawie zmiany sposobu głosowania w wyborach parlamentarnych. (BBC News)
- Zmarł Claude Choules, jeden z ostatnich żyjących weteranów I wojny światowej. (tvp.info)

## 2 maja
- Prezydent Barack Obama powiadomił, że amerykańskie siły specjalne zabiły w Pakistanie przywódcę Al-Kaidy Osamę bin Ladena. (PAP)

## 1 maja
- Papież Benedykt XVI beatyfikował Jana Pawła II. Gazeta.pl